# بانافيا تورنادو إيه دي في
بانافيا تورنادو إيه دي في (بالإنجليزية: Panavia Tornado ADV)‏ هي طائرة اعتراضية ذات محركين، وهي النسخة الدفاعية (بالإنجليزية: Air Defence Variant -(ADV))‏ من طائرة تورنادو للعمليات الطويلة المدى من صناعة بانافيا المحدودة للطائرات. تستخدم بشكل أساسي من قبل سلاح الجو الملكي. كان أول طيران لها في 27 أكتوبر 1979. دخلت الخدمة في 1 مايو 1985، صنع منها 218 طائرة خرجت من الخدمة نهائيا في عام 2011.

## مستخدمون سابقون
إيطاليا
القوة الجوية الإيطالية (1985–2004)
 المملكة المتحدة
سلاح الجو الملكي (1979–2011)
 السعودية
القوات الجوية الملكية السعودية (1989-2006)